# Zoi Tsokanou
Zoi Tsokanou (griechisch Ζωή Τσόκανου; * 1981 in Thessaloniki) ist eine griechische Dirigentin.

## Leben
Tsokanou besuchte mit vier Jahren einen Kurs für musikalische Früherziehung an einer Musikschule. Zwei Jahre später nahm sie bereits Klavierunterricht und sang im Chor mit. Sie war eine gute Schülerin und erwog anfangs ein Medizinstudium, entschied sich dann aber für Musik. Tsokanou nahm nach ihrem Schulabschluss ein Musikstudium an der Aristoteles-Universität Thessaloniki auf. Dies schloss sie mit Auszeichnung ab. Schon mit 18 Jahren träumte sie davon zu dirigieren.
Tsokanou ist verheiratet mit dem Sänger Daniel Camille Bentz und lebt in Zürich und Thessaloniki. Das Paar hat zwei Kinder.

## Karriere
Bereits parallel zu ihrem Studium studierte Tsokanou auf professionellem Niveau das Klavierspielen. Ihre Studien setzte sie nach ihrem griechischen Universitätsabschluss in Zürich fort, wo sie an der Zürcher Hochschule der Künste Orchesterleitung bei Johannes Schlaefli und Klavier bei Konstantin Scherbakov studierte.
Ihr Debüt gab Tsokanou 2008 im tschechischen Teplice, als sie die Oper Don Giovanni dirigierte. Es folgten Engagements an der Opera Company Zürich, der Comtemporary Opera Zürich, Oper Schloss Hallwyl und dem Schweizer Opernstudio Biel, sowie dem Theater von Regensburg. 
Von 2011 bis 2014 war sie musikalische Leiterin des Festivals Arosa Musik Theater in der Schweiz. In der Zeit trat sie auch immer wieder als Dirigentin des Westböhmischen Symphonieorchesters in Marienbad auf. Darüber hinaus hatte sie unter anderem verschiedene Auftritte mit dem Symphonieorchester des Staatlichen Griechischen Fernsehens ERT, dem Orchester der Lyriki Skini (Staatsoper) Athens.
Ab 2014 arbeitete sie drei Jahre lang als musikalische Leiterin am Tanztheater Erfurt, wo sie bei zahlreichen Opern und symphonischen Konzerten dirigierte. 
Im Sommer 2017 übernahm sie von Georgios Vranos die Leitung des Staatlichen Symphonieorchesters Thessaloniki (Κρατική Ορχήστρα Θεσσαλονίκης (ΚΟΘ)). Unter ihrer Leitung stiegen die Zuschauerzahlen bei den Konzerten des Symphonieorchesters Thessalonikis um 50 Prozent.
Befragt, was die Musik für sie bedeute, antwortete Tsokanou: „Η μουσική είναι ένα δώρο για όλους.“ (Die Musik ist ein Geschenk für alle.) Über ihre Arbeit schrieb Sophia Apostolidou: 

«Τσόκανου είναι μια μουσικός γεμάτη ταλέντο, μία Διευθύντρια Ορχήστρας γεμάτη μοναδικά χαρίσματα. Στα χέρια της η μπαγκέτα του διευθυντή Ορχήστρας μεταμορφώνεται σχεδόν σε μαγικό ραβδί που ταξιδεύει τους θεατές της συναυλίας που διευθύνει σε έναν κόσμο όπου οι νότες μετατρέπονται σε συναισθήματα.»

„Tsokanou ist eine talentierte Musikerin, eine Dirigentin voller einzigartiger Tugenden. In ihren Händen verwandelt sich der Taktstock in eine Art Zauberstab, der die Zuhörer ihrer Konzerte in eine Welt entführt, in der Töne zu Emotionen werden.“

## Dirigate (Auswahl)

### Lyriki Skini (Staatsoper Athen)
- 2013 Die lustige Witwe (von Franz Lehár)
- 2018 Lucia di Lammermoor (von Gaetano Donizetti)
- 2018 Die Zauberflöte (von Wolfgang Amadeus Mozart)
- 2019 Simon Boccanegra (von Giuseppe Verdi)[5]

### Tanztheater Erfurt
- 2016 Orpheus und Eurydike (von Christoph Willibald Gluck)[6]
- 2018 Der Feuervogel (von Igor Strawinsky)[7]
- 2018 Agnes von Hohenstaufen (von Gaspare Spontini)[8]

### Royal Opera House Covent Garden London
- 2022 Light of Passage (von Henryk Mikołaj Górecki)[9]